# 大费里耶尔
大费里耶尔（法語：Ferrière-la-Grande，法語發音：[fɛʁjɛʁ la ɡʁɑ̃d]）是法国上法兰西大区北部省的一个市镇，位于该省东部，莫伯日市区东南，与小费里耶尔相邻，属于埃尔普河畔阿韦讷区。

## 地理
大费里耶尔（50°15'18"N, 3°59'34"E）面积10.01 平方千米，位于法国上法蘭西大區北部省，该省份为法国最北部的省份及最长的省份，西北濒北海，西接加来海峡省，南至埃纳省和索姆省，东与比利时接壤。
与大费里耶尔接壤的市镇（或旧市镇、城区）包括：鲁西、博福尔、塞尔方丹、达穆西、小费里耶尔、卢夫鲁瓦勒。

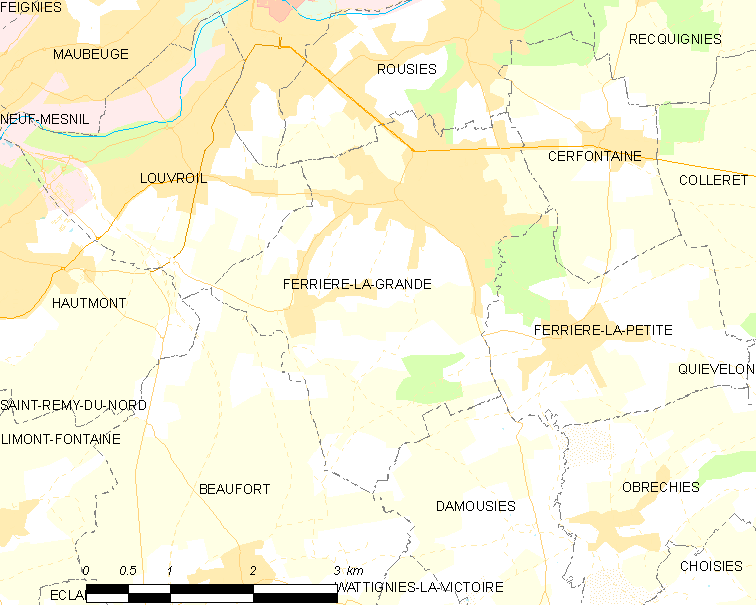
大费里耶尔的OSM定位图

大费里耶尔的时区为UTC+01:00、UTC+02:00（夏令时）。

## 行政
大费里耶尔的邮政编码为59680，INSEE市镇编码为59230。

## 政治
大费里耶尔所属的省级选区为莫伯日县。

## 人口

1962-2008年间大费里耶尔人口变化图示

大费里耶尔于2022年1月1日时的人口数量为5167人。